# Ялова (провінція)
Ялова (тур. Yalova) — провінція в Туреччині, розташована на північному заході країни. З півдня територія провінції омивається водами Мармурового моря. Столиця — місто Ялова (населення 70 000 жителів відповідно до даних на 2000 рік).
Населення провінції становить 185 266 жителів (дані на 2007 рік). Провінція складається з 6 районів.
| Туреччина | Це незавершена стаття з географії Туреччини. Ви можете допомогти проєкту, виправивши або дописавши її. |